# Gelil Yam
Gelil Yam (hebreiska: גליל ים) är en ort i Israel.   Den ligger i distriktet Tel Aviv-distriktet, i den norra delen av landet. Gelil Yam ligger 54 meter över havet och antalet invånare är 423.
Terrängen runt Gelil Yam är platt. Havet är nära Gelil Yam åt nordväst. Runt Gelil Yam är det mycket tätbefolkat, med 5 399 invånare per kvadratkilometer. Närmaste större samhälle är Herzliya, 1,1 km nordväst om Gelil Yam. Runt Gelil Yam är det i huvudsak tätbebyggt.